# Plectrocnemia laetabilis
Plectrocnemia laetabilis là một loài Trichoptera trong họ Polycentropodidae. Chúng phân bố ở miền Cổ bắc.